# Unió francesa per al sufragi femení
La Unió francesa per al sufragi femení (UFSF: en francès: Union française pour le suffrage des femmes) va ser una organització feminista francesa formada el 1909 que va lluitar pel dret de les dones a votar, dret que finalment es va atorgar el 1945. La Unió va adoptar un enfocament moderat, advocant per la introducció per etapes del sufragi començant amb les eleccions locals i treballant amb aliats masculins a l'Assemblea Nacional.

## Història

### Inicis
La UFSF va ser fundada per un grup de feministes que havien assistit al Congrés nacional de drets civils i del sufragi de les dones celebrat a París del 26 al 28 de juny de 1908. La majoria eren d'origen burgès o intel·lectual. Algunes de les líders més destacades van ser Jane Misme (1865-1935), editora de la Française, i Jeanne Schmahl (1846-1915). La UFSF va proporcionar una alternativa menys militant i més àmpliament acceptable a l'organització Suffrage des femmes, impulsada per Hubertine Auclert (1848-1914). L'únic objectiu, publicat a La Française a principis del 1909, era obtenir el sufragi femení a través d'enfocaments legals. La reunió fundacional de 300 dones es va celebrar el febrer de 1909 als salons de La Française. Cécile Brunschvicg (1877-1946) va ser nomenada secretària general. Eliska Vincent va acceptar el càrrec de vicepresidenta honorària. La UFSF va ser reconeguda formalment al congrés de l'Aliança Internacional de Dones (IWFA) a Londres l'abril de 1909 com a representant del moviment sufragista francès.

### Expansió

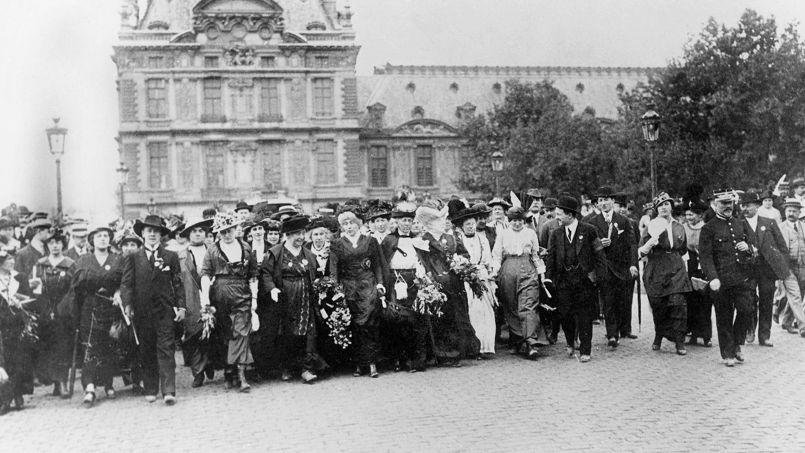
Manifestació pel sufragi femení a París el 5 de juliol de 1914. Diari Le Figaro

La UFSF es va expandir ràpidament quan Brunschwicg va recórrer els Departaments de França fent conferències sobre feminisme, i les mestres d'escoles feministes van organitzar capítols locals. Sarah Monod, la presidenta del Consell Nacional de Dones Franceses, es va sumar a l'organització igual que Jeanne Mélin, membre de la Secció Francesa de la Internacional dels Treballadors. Louise Bodin, qui posteriorment destacaria al Partit Comunista Francès, va ser una de les fundadores el març de 1913 d'un grup local de la UFSF a Ille i Vilaine.
El 1914 l'organització tenia 12.000 membres en 75 departaments francesos. L'estratègia de la UFSF va ser col·laborar amb representants parlamentaris que recolzaven el sufragi femení com Ferdinand Buisson i plantejar un procés gradual de participació, començant pel vot a les eleccions locals.
El sufragi universal masculí s'havia atorgat el 1848. El febrer del 1914, l'extensió de la llei del 1848 a les dones es va introduir a l'Assemblea Nacional, però no es va aprovar. L'abril de 1914, la UFSF va participar en el plebiscit organitzat per Marguerite de Witt-Schlumberger (1853–1924) amb urnes col·locades a quioscos i altres llocs públics. 505.972 paperetes van ser marcades amb "Vull votar" i 114 van ser negatives. La UFSF en general estava en contra de les manifestacions militants però sí que va participar en la "Manifestació de Condorcet" organitzada a París el 5 de juliol de 1914 per la periodista Séverine (Caroline Rémy) que va convocar 6.000 persones.

### Darrers anys
La UFSF va suspendre la campanya de sufragi durant la Primera Guerra Mundial (1914–18) i va recolzar el govern. Després de la guerra s'esperava que el govern atorgaria a les dones el vot en reconeixement de les seves contribucions en temps de guerra, i de fet, la Cambra de Diputats va aprovar un projecte de llei de sufragi femení el 1919 amb 329 vots a favor i 95 en contra el 20 de maig de 1919, però, el Senat va bloquejar el projecte de llei i va continuar bloquejant la llei en successives votacions. Els diputats van votar novament a favor del sufragi de les dones el 7 d'abril de 1925 (389 a 140), el 12 de juliol de 1927 (396 a 94), el 21 de març de 1932 (446 a 60) , l'1 de març de 1935 (453 a 124) i el 30 de juliol de 1936 (495 a 0). Cada vegada, el Senat va bloquejar la moció.
En resposta a aquesta resistència del Senat, la UFSF va col·laborar amb la feminista Louise Weiss (1893–1983) per un curt temps, però en general va romandre moderada i va continuar treballant amb aliats entre els diputats. Brunschwicg va continuar liderant la UFSF, que va ampliar la seva base a partir del 1922 aconseguint el 1928 100.000 membres. El 1936, el primer ministre Léon Blum va nomenar Cécile Brunschvicg subsecretària d'educació nacional. Blum va presentar un projecte de llei de sufragi el 1936, novament bloquejat pel Senat. Durant la Segona Guerra Mundial (1939–1945) la UFSF va estar inactiva. El general Charles de Gaulle va atorgar el sufragi femení el 1944 i Brunschwicg va decidir no recuperar la UFSF.